# Blindvåning
En blindvåning är en extern utökning av en byggnad genom att skapa ett större vindsutrymme som inte används som ett brukbart våningsplan. Syftet med en blindvåning är att förändra fasaden av byggnaden för att ge intryck av en större och mera magnifik byggnad.